# بانداجو
بانداجو هي قرية تقع في جزيرة أنجوان في جزر القمر. بلغ عدد سكانها 1,129 نسمة حسب إحصاء عام 1991. و1,988 في تقدير عام 2009.